# Greenfield, Missouri
Greenfield är administrativ huvudort i Dade County i Missouri. Countyt grundades år 1841 och Greenfield grundades som countyts huvudort.